# Encimbellament
L'encimbellament era el procés de trasllat de la població a un lloc elevat, en principi a causa d'una situació d'inseguretat. Moltes vegades cal relacionar aquest procés amb l'encastellament, però no sempre és així. Hi hagué, segurament, un encimbellament de la població durant els primers anys de l'edat mitjana, tal com ha estat estudiat en altres països europeus. També hi hagué un procés de trasllat dels pobladors al cim dels tossals en l'època andalusina (així, per exemple, passà en el burj de Solibernat). Finalment, hi hagué un encimbellament, en l'època carolíngia, en zones properes a la marca, el qual només podem considerar com un protoencastellament, atès que encara el poder era bàsicament en mans de les autoritats públiques.